# ماوي (أسطورة)
ماوي (بالإنجليزية: Maui)‏ مخادع كبير وبطل قوى في أساطير مالينيزيا، وأساطير بولينيزيا أوقع الشمس في شرك وسرق منها النار وأعطاها للجنس البشري. لكنه مات وهو يهب الإنسان الخلود. والده هو تاما أي السماء، وأمه تارنجا.
في ليجندات بولينيزية كثيرة يبدو ماوي ربا قويا. ولكن شعوب هاواي وماوري يعزون إليه القوة الكبرى. في أوتي أروا AoTeAroa أرض الغيمة البيضاء الطويلة، كان يعتبر صيادا فائقا. استخدم العقاف المصنوع من عظم فك أحد الأجداد، وفيه دم من أنفه كطعم، فأمسك رواق المنزل المحفور في أرض المحيط. وهو يتصرف بقوة كائن أعلى، فهو لا ينتزع الرواق والبيت فقط، بل ينتزع الأرض بكاملها.
ويطلق الماوريون على الأرض، الجزيرة الشمالية لنيوزيلاندا اسم تيكا ماوي، أي صيد ماوي. فانظر إلى الخريطة وسوف ترى رأسها يواجه الجنوب، وذيلها يمتد إلى الشمال.
في زمن آخر، في هاواي، آلم «هینا» -أم ماوي- أن الشمس ترتحل بسرعة كبيرة عبر السماء. فقلما يتاح لها وقت خلال النهار القصير، حتى تقوم بآلاف الواجبات التي تتطلبها حياة الجزيرة. وهكذا اختبأ ماوي خلف صخرة على قمة عالية في الجزيرة، وعندما مرت الشمس مسريعة بجانبه أخذ حبلا وجعله أنشوطة وأمسك بالشمس ولم يدعها تذهب حتى وعدته أن تغير من عادتها. وهكذا على الجزيرة التي تحمل اسم ماوي يسمى الجبل هاليكالا، منزل الشمس، والنهار في تلك الجزيرة دائما أطول وأشد إشراقا. في هاواي يشخص الصقر باعتباره ماوي، الذي أخذ النار من الأرض/ الأم فلوحه لهيبها. وهذا هو السبب في أن ريش الصقر بني اللون.

## الأسطورة
ولدته أمه تارنجا ولدته قبل موعده، وبعد ولادته لفته أمه في خصلة شعر من شعرها وألقت به إلى الأمواج المتكسرة على الشاطيء غير أن السمك الهلامي التف حول المولود وحماه من أي أذى. ونظر الإله تاما Tama من عليائه فوجد شيئا يطفو على سطح الماء، فهبط ليستطلع الأمر، فوجد مولودا حديث الولادة فحمله إلى بيته في السماء، وعاش الطفل في السماء، لكنه بعد فترة أصبح قلقا، فهو يريد أن يهبط إلى الأرض ليرى أمه وأخوته.
وذات يوم نفذ رغبته بالفعل واقتحم القصر الذي كانت تعيش فيه أسرته، فوجدهم يتحلقون البهو الكبير ليرقصوا، فجلس خلف أخوته في انتظار أمه تارنجا -Ta ranga لتعد أولادها، وقامت الأم باحضار الأبناء وعندما وصلت إلى «موي» قالت له أنك لست واحدا من أبنائی، غير أن الصبي روی لها قصته فتذكرته أمه وصاحت: وأنت حقا آخر أبنائي؟ وأخذته إلى غرفتها لينام في فراشها. وعندما شاهد والده الإله، تاما، من عليائه هذا المنظر كان في غاية السعادة حتى أنه دعا إلى إقامة حفل في السماء بهذه المناسبة.

## أساطير أخرى
وتخبرنا أسطورة أن ماوي مع أخوته صنعوا شبكة كبيرة أوقعوا فيها إله الشمس في شراكها في اللحظة التي استيقظ فيها. وفي أسطورة أخرى أنه هبط إلى العالم السفلى وسأل الإلهة «ماهوکي» أن تعطيه قبعة من النار التي تطهر بها الطعام فأعطته واحدا من أظافرها يحتوى على النيران. وبعد فترة عاد مرة أخرى يسألها أن تعطيه ظفرا آخر حيث أن النار خبت فأعطته واحدا آخر، ولقد كرر «موي» السؤال حتى لم يعد للإله سوی ظفر واحد ألقت به على الأرض فانفجر لهبا، في ذلك اليوم تعلم الناس استحداث النار بحك حجرين معا.

## أسطورة الأصل
ازداد نسل تيو (البشرية) وتضاعف ولم يعرف الموت حتى جيل ماوي-تيكيتيكي.

### الولادة
ماوي هو ابن تارانغا، زوجة ماكياتوتارا. كانت ولادته أعجازية -ألقت والدته رضيعها السابق لأوانه في البحر ملفوفًا بخصلة شعر من قنزعتها (تيكيتيكي)- وبالتالي يُعرف ماوي باسم ماوي تيكيتيكي آ تارانغا. عثرت أرواح المحيط على الطفل ولفته بالأعشاب البحرية. أخذه بعدها سلفه الإلهي، تاما نوي تي را (أو رانجي) وغذاه حتى بلغ مرحلة المراهقة.

### اكتشاف أمه وإخوته
خرج ماوي من البحر وسافر إلى منزل والدته، ووجد إخوته الأربعة، ماوي تاها، وماوي روتو، وماوي باي وماوي واهو. حذر إخوة ماوي في البداية من الوافد الجديد، ولكن بعد تأديته لبعض المفاخر مثل تحويل نفسه إلى أنواع مختلفة من الطيور، اعترفوا بقوته وأعجبوا به.
لم تعترف تارانغا بماوي كطفل لها في البداية.

عندما أصبح كبيرًا بما فيه الكفاية، ذهب إلى أقاربه بينما كانوا مجتمعين يرقصون ويمرحون في الماراي. تسلل ماوي وجلس خلف أشقائه. سرعان ما استدعت والدته الأطفال ووجدت طفلًا غريبًا، الذي أثبت لها أنه ابنها، واعتبرته أحد أفراد العائلة. شعر بعض إخوته بالغيرة، لكن خاطبهم الأخ الأكبر قائلًا:
لا عليكم، دعوه يكون أخانا العزيز. في أيام السلام تذكروا المثل القائل: «عندما تكون في علاقة ودية، سوِّ خلافاتك بطريقة ودية؛ عندما تكون في حالة حرب، يجب عليك التعويض عن إصاباتك بالعنف». من الأفضل لنا يا أخوتي أن نكون لطيفين مع الآخرين. بهذه الطرق يكتسب الرجال النفوذ، من خلال العمل من أجل وفرة من الغذاء لإطعام الآخرين، وجمع الممتلكات لإعطائها للآخرين، وبأساليب مماثلة يمكنكم من خلالها تعزيز خير الآخرين.
وهكذا استُقبل ماوي في منزله.

## الأساطير

### اصطياد ماوي الجزيرة الشمالية
رفض أشقاء ماوي الأكبر سنًا السماح له بالذهاب للصيد معهم دائمًا. وفي إحدى الليالي، نسج لنفسه خيط صيد من الكتان وسحره بالكاركيا ليعطيه القوة. وربط بهذا الخيط خطاف صيد السمك السحري المصنوع من عظم الفك الذي أعطته له جدته موريرانغافنوا. ثم اختبئ في بدن واكا (زورق) إخوته. في صباح اليوم التالي، عندما كان الواكا بعيدًا جدًا عن الأرض للعودة، خرج من مخبأه. لم يقرضه إخوته أي طعم، لذا ضرب نفسه على أنفه وأعدد الطعم بدمه. سحب ماوي سمكة عظيمة، تعرف باسم هيهاو-فينوا، من الأعماق. وهكذا عُرفت الجزيرة الشمالية لنيوزيلندا باسم تي إيكا-أ-ماوي (سمكة ماوي).
عندما خرج ماوي من الماء، غادر ليجد تونغا لأداء المراسم والصلاة المناسبة، تاركًا إخوته مسؤولين عن الأمور. ولكنهم، لم ينتظروا عودة الماوي وبدأوا في تقطيع السمكة، التي كانت تتلوى من الألم، ما أدى إلى تحولها إلى جبال ومنحدرات ووديان. لو استمع الأخوة إلى الماوي، لكانت الجزيرة مستوية، وكان الناس قادرين على السفر بسهولة على سطحها.